# Non è un film (Articolo 31)
Non è un film è un brano del duo milanese degli Articolo 31, estratto come terzo singolo dall'album Domani smetto, pubblicato nel 2002.

## Descrizione
Si tratta di un brano dal testo molto cupo, dalle sonorità pop e blues, quasi unico nel suo genere nella discografia degli Articolo 31.

## Videoclip
Il video, diretto da Alessandro D'Alatri, è stato presentato il 22 ottobre 2002 sul sito ufficiale del gruppo, e si ispira al cinema muto degli anni '20. Girato completamente in bianco e nero, mostra J-Ax e DJ Jad che si intervallano ad altri personaggi, all'interno di un cinema e all'esterno.

## Tracce
1. Non è un film

## Formazione
- J-Ax - voce
- DJ Jad - giradischi

Altri musicisti
- Paolo Costa - basso
- Elio Rivagli - batteria
- Fausto Cogliati - chitarra acustica, talk box
- Michele Papadia - organo Hammond
- Francisco Buonafina - violino
- Luca Campioni - violino
- Mario Rossi - violino
- Alessandro Branca - violoncello
- Lalla Francia, Paola Folli, Lola Feghaly - cori